# Metog
Metog, även känd som Mêdog, är ett härad (dzong) som lyder under Nyingtri i Tibet-regionen i sydvästra Kina.